# Grim Reapers Motorcycle Club
Der Grim Reapers Motorcycle Club (englisch für ‚Motorradclub Sensenmänner‘) war ein kanadischer Outlaw Motorcycle Club, der im Jahr 1967 in Calgary, Alberta gegründet wurde. Er war besonders in den 1970ern und 1980ern aktiv und spielte in den 1990ern zusammen mit dem Rebels Motorcycle Club, den Warlords und der King’s Crew eine dominante Rolle in der Clublandschaft Albertas.

## Geschichte
In den 1970ern standen elf Mitglieder und zwei Verbündete des Clubs im Verdacht, gemeinschaftlich Ronald Hartley, den Präsidenten des Outcasts Motorcycle Club, ermordet zu haben. Sie wurden zunächst zu lebenslanger Haft verurteilt. In einer Berufungsverhandlung wurden einige Mitglieder freigelassen und bei andern die Strafen verringert. Letztlich blieben so nur zwei Mitglieder, die als Haupttäter galten, in lebenslanger Haft.
Der Club wurde vom Criminal Intelligence Service Canada als „Outlaw Motorcycle Gang“ eingestuft. 1997, während die öffentliche Aufmerksamkeit auf den Rockerkrieg von Québec, eine Auseinandersetzung zwischen Rock Machine und den Hells Angels, gerichtet war, verabschiedete die kanadische Legislative Bill C-95, die den Strafverfolgungsbehörden ähnliche Macht gab, wie in den Vereinigten Staaten der RICO-Act.
1997 wurde der Club in einem Patchover in Red Deer, Alberta, Teil der Hells Angels. Nach dem Patchover begann die Exekutive gegen die ehemaligen Mitglieder der Grim Reapers vorzugehen. Die ehemaligen Mitglieder klagten erfolgreich gegen Strafen, die ihnen durch die Bill C-95 entstanden waren. 2005 gewannen sie einen Prozess gegen Polizeibeamte, die während einer Verkehrskontrolle 1997 die Rechte der Biker verletzt hatten.

## Colour
Das Colour auf der Kutte der Grim Reapers bestand aus einem Toprocker (oberer Aufnäher) mit dem Namen des Clubs und einem Bottomrocker (unterer Aufnäher) mit dem jeweiligen Chaptern (Ortsgruppen). Das MC befand sich links und rechts neben dem Center Patch (mittiger Aufnäher). Die Schrift war Gold auf Schwarz. Das Center Patch bestand aus dem weißen Kopf des namensgebenden Sensenmanns.

## Gleichnamiger Club
Es existiert ein gleichnamiger Club in den Vereinigten Staaten, der aber mit dem kanadischen Club nichts zu tun hat beziehungsweise hatte.